# بوكيمون إكس واي (أنمي)
بوكيمون السلسلة: اكس واي «باليابانية ポケットモンスターXY» ( الترجمة الحرفية لها  حوش الجيب: اكس واي ) ، يشار إليها عادةً باسمسلسلة اكس واي ،وهي السلسلة الخامسة للأنيمي.عرضت علي شبكة تلفزيون طوكيو كشفت شبكة تلفزيون طوكيو التلفزيونية في 30 يونيو 2013 ، والتي نشرت معلومات من هذه السلسلة كشعار ومظهر جديد للبطل الرئيسي آش كيتشوم .تدور احداث القصة بوصول ساتوشي (اَش كيتشيوم) الي منطقة كالوس للمشاركة في دوري كالوس للبوكيمون حيث يسعي لتحقيق حلمه هو مقابلات بوكيمونات جديدة ليصبح مدرب بوكيمون (بوكيمون ماستر) ، . تم عرض أنيمي السلسلة الخامسة بالكامل من 17 أكتوبر 2013 إلى 27 أكتوبر 2016 في اليابان والولايات المتحدة من 18 يناير 2014 إلى 21 يناير 2017. في 19 أكتوبر 2013 ، أصدرت الولايات المتحدة أول حلقتين من السلسلة بمثابة معاينة

## المواسم
النسخة الأمريكية العالمية
تنقسم القصة لثلاثة مواسم
بوكيمون : اكس واي (الموسم 17) يشمل الحلقات من 1 حتي الحلقة 48 
بوكيمون : اكس واي كالوس كويست (الموسم 18) يشمل الحلقات من 49 حتي الحلقة 93
بوكيمون : اكس واي زي (الموسم 19) الحلقة 94 حتي الحلقة 142
اليابان الاصلية
في الإصدار الياباني الأصلي، ينقسم هذه السلسلة إلى اركين للقصة:
- بوكيمون اكس واي ( من الحلقة 1 حتي الحلقة 93 )
- بوكيمون اكس واي ان زي ( من الحلقة 94 حتي الحلقة 142 )

بخلاف المسلسل السابق، فإن القوائم الرسمية لهذين الاركين، كما هو موضح على موقع TV Tokyo ، وقوائم Amazon Prime و Hulu و DVD و rerun مثل في Kids Station و BS Japan تسردها كسلسلة. ومع ذلك، يصفه هذا بـ «سلسلة XY».

## شخصيات الانمي
- اش كيتشوم ساتوشي كيتشوم في النسخة اليابانية (サトシ Satoshi)

اش هو فتي يحلم بان يصبح بوكيمون ماستر في يوم من الايام يذهب الي منطقة كالوس كي يري بوكيمونات جديدة ويلتقي باصدقاء جدد وفي سلسلة اكس واي، يرتدي اش ملابس أخرى جديدة، تتكون من قميص مقلم أزرق بأكمام قصيرة واكمام بيضاء، قميص داخلي أسود، جينز أزرق داكن، قبعة حمراء وبيضاء، وأحذية رياضية حمراء.
- سيرينا ينطق اسمها سيلينا في النسخة اليابانية (セレナ Serena)

سيرينا هي فتاة من منطقة كالوس هي مدربة بوكيمون شابة مثل اش وهي صديقة طفولة اش ورفيقته في السفر
و تحلم بان تنال لقب ملكة كالوس (اعلي لقب في تدريب البوكيمون ) و هي معجبة اش ويحمر خديها خجلا كلما ينظر اليها
و تظهر في الحلقات الاولي من الانمي بان اش ساعدها ومد لها يد العون في أحد المرات فمنذ ذلك الوقت وهي تكن لها الكثير من الاحترام لا تزال تتذكر اش إنقاذها منذ. على الرغم من كونه صديقًا للطفولة مع سيرينا، التي سخرت منه، فلم يكن لديه أي فكرة لعلاقتهما حتى أظهرت له سيرينا المنديل الذي استخدمه كضمادة لركبتها وفي الحلقة الاخيرة من الانمي فاجأت الجميع بانها قبلت اش (تم قطع القبلة في النسخة اليابانية والإنجليزية ) 
- بوني في النسخة اليابانية يوريكا (ユ リ ー カ يوريكا)

بوني هي الأخت الصغيرة لكليمونت في الأنيمي وهي واحدة من الصحابة المتجولين مع اش في كالوس خلال سلسلة XY
بوني لديها حب كبير للبوكيمون. على الرغم من عدم كبرها كفاية لتدريب بوكيمون، فإن لبوني طموحات وأهداف قوية في أن تكون مدربة. في بعض الأحيان، قد تنسى بوني الأشياء، التي تظهر عندما تنسى أنها لا تبلغ من العمر ما يكفي لتكون مدربة .
- كليمونت في النسخة اليابانية شيتورون (ン ト ロ ン Shitoron)

كليمونت هو شخصية تظهر في سلسلة XY ، وهو القائد الرياضي لمدينة لوميوس في منطقة كالوس وصديق لآش كيتشوم . انضم كليمونت وشقيقته الصغري بوني إلى آش في رحلته عبر كالوس، وفي النهاية، قام هو وبوني بمحاولة قطع طريق مع آش بعد أن قرر آش التوجه إلى منطقة ألولا انه مخترع شديد الحرص، ولكن هناك نكتة جارية تنطوي على انفجار أجهزته على الفور، أو العمل لفترة وجيزة قبل الدائرة القصيرة وبعد ذلك ينفجر، كما يظهر في الأنيمي. إنه مكرس أيضًا للعلم ولا يخشى شيئًا إلا إذا تحدى المنطق. ويظهر أيضًا أن كليمونت لديه خوف من الوقوف أمام الكاميرا، مما يعني أنه يعاني من فوبيا من الضوء وفي الحلقة الاخيرة واجه اش في نزال انتهي بدون فائز قبل ان يغادر اش .